# 2025-ös US Open – női egyes
Ez a szócikk tartalmazza a 2025-ös US Open (tenisz) női egyes mérkőzéseinek eredményeit.
A címvédő a fehérorosz Arina Szabalenka.
A főtáblán a világranglistán elfoglalt helye alapján közvetlenül egyetlen magyarként Bondár Anna indulhat, míg Gálfi Dalma és Udvardy Panna a selejtezőből kisérelhetik meg a feljutást.

## Kiemelések
1. Arina Szabalenka
2. Cori Gauff
3. Iga Świątek
4. Jessica Pegula
5. Mirra Andrejeva
6. Madison Keys
7. Jasmine Paolini
8. Amanda Anisimova
9. Jelena Ribakina
10. Emma Navarro
11. Karolína Muchová
12. Elina Szvitolina
13. Jekatyerina Alekszandrova
14. Clara Tauson
15. Darja Kaszatkina
16. Belinda Bencic
17. Ljudmila Szamszonova
18. Beatriz Haddad Maia
19. Elise Mertens
20. Gyiana Snajgyer
21. Linda Nosková
22. Victoria Mboko
23. Ószaka Naomi
24. Veronyika Kugyermetova
25. Jeļena Ostapenko
26. Sofia Kenin
27. Marta Kosztyuk
28. Magdalena Fręch
29. Anna Kalinszkaja
30. Dajana Jasztremszka
31. Leylah Fernandez
32. McCartney Kessler